# Ministère de l'Europe et des Affaires étrangères
« Ministère des Affaires étrangères et européennes » redirige ici. Pour l'équivalent luxembourgeois, voir Ministère des Affaires étrangères et européennes (Luxembourg).
Pour les articles homonymes, voir Ministère des Affaires étrangères et Quai d'Orsay (homonymie).
Le ministère de l'Europe et des Affaires étrangères est l'administration française chargée de mettre en œuvre la politique extérieure de la France et d'assurer les relations avec les États étrangers à la République française. Il est dirigé par un ministre, membre du gouvernement français.
Ce ministère fait, en France, partie des ministères dits régaliens aux côtés des ministères de la Défense, de la Justice, des Finances et de l'Intérieur.
Installé principalement dans un hôtel au no 37 du quai d'Orsay, dans le 7e arrondissement de Paris, il est surnommé par métonymie « le Quai d'Orsay » ou même « le Quai ».
Depuis le 21 septembre 2024, Jean-Noël Barrot est, dans le gouvernement français, le ministre de l'Europe et des Affaires étrangères.
Ce ministère a également existé sous les noms de : ministère des Relations extérieures (MRE), ministère des Affaires étrangères (MAE), ministère des Affaires étrangères et du Développement international (MAEDI).

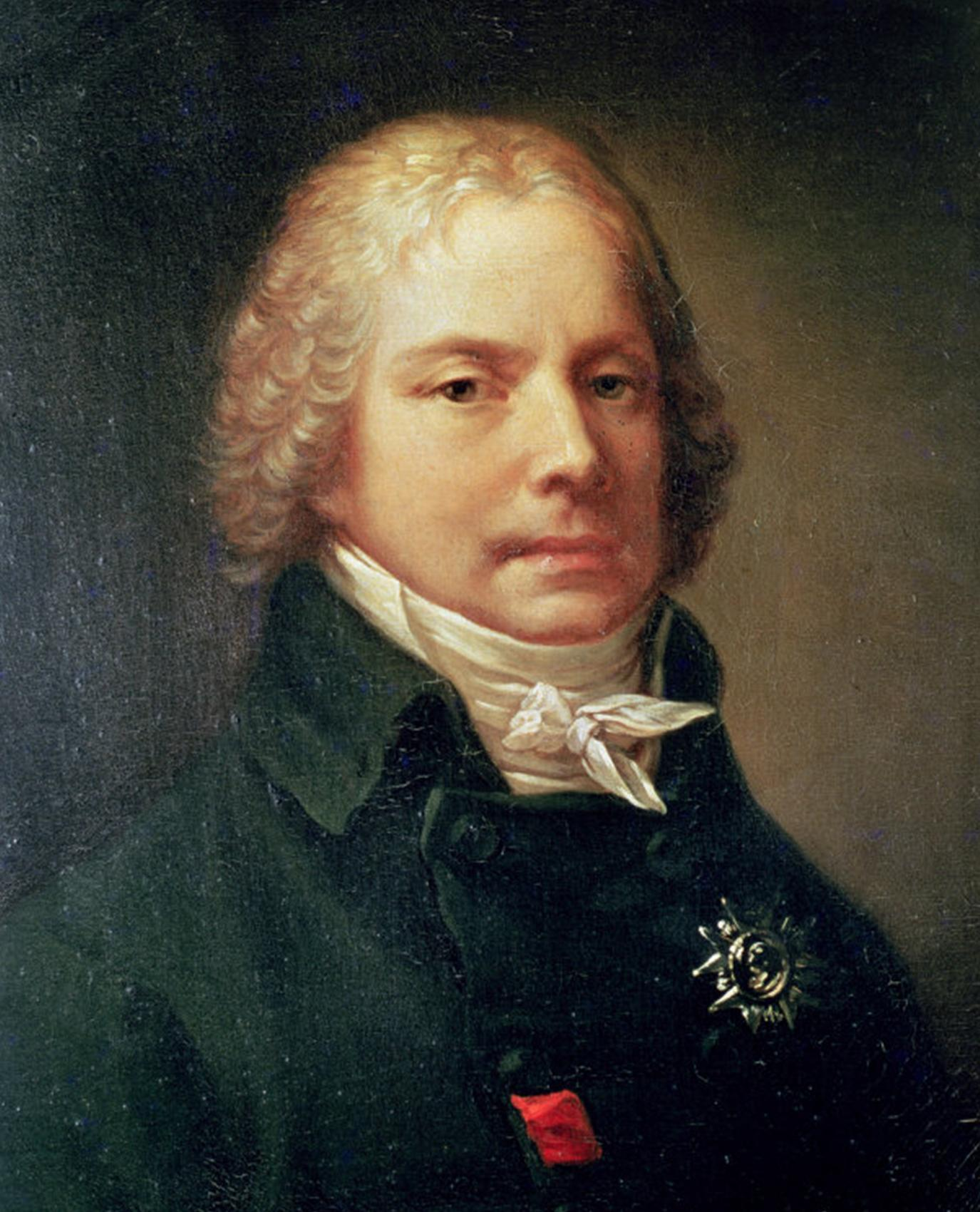
Talleyrand est ministre des relations extérieures de 1797 à 1799 et de 1799 à 1807, il est ensuite ministre des affaires étrangères de 1814 à 1815.

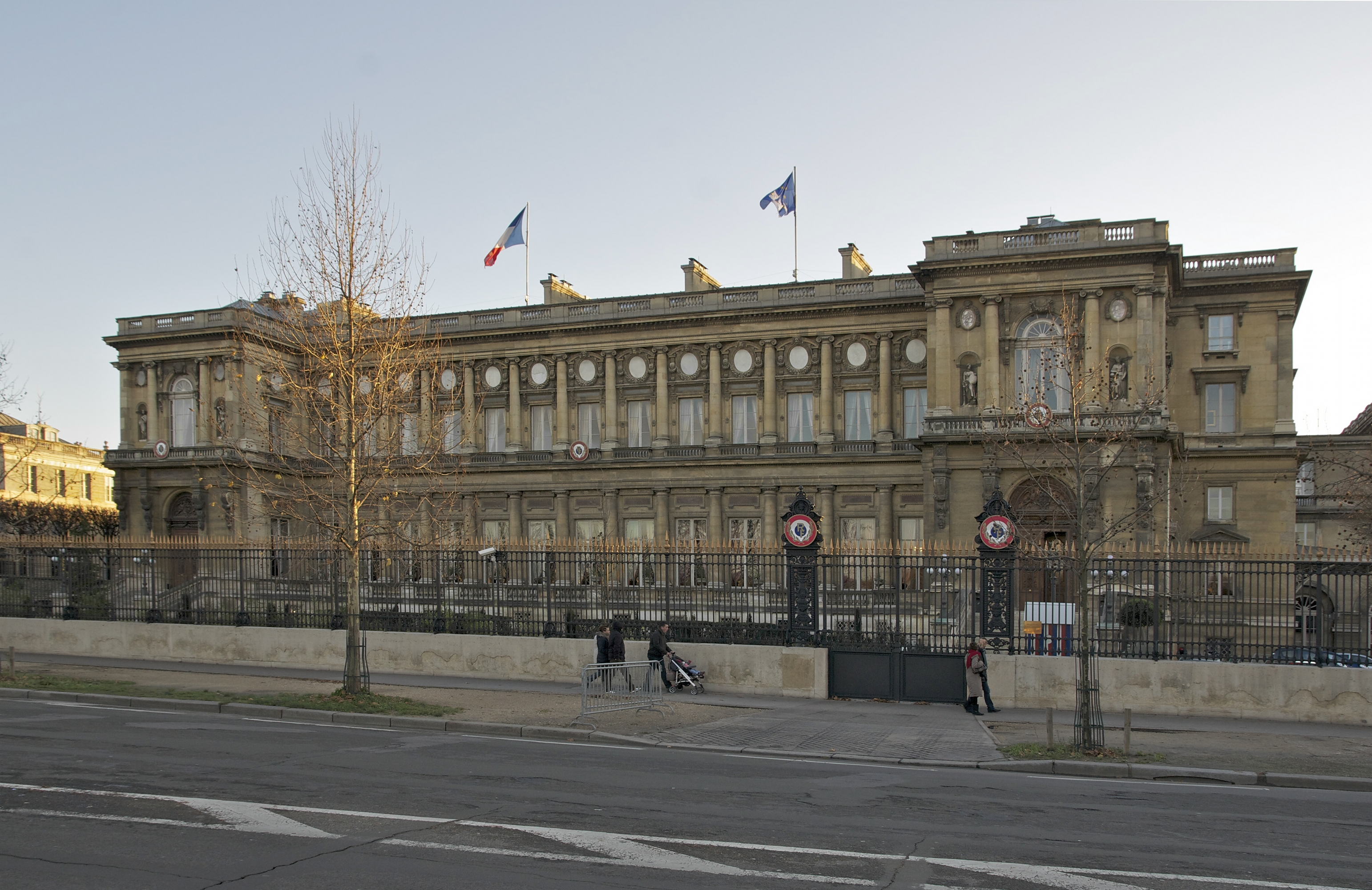
L'hôtel du ministre des Affaires étrangères est construit entre 1844 et 1856.

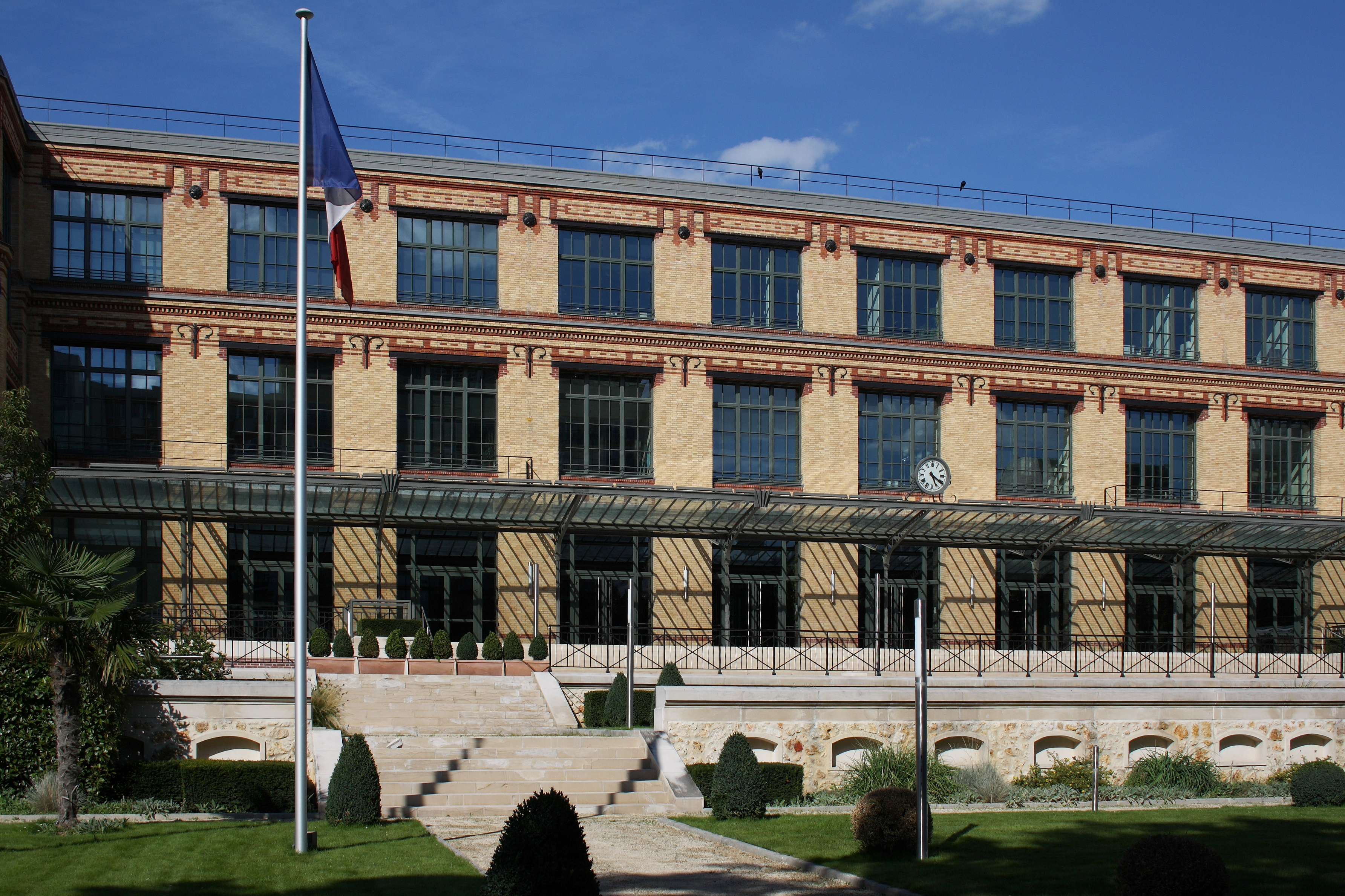
Depuis 2008, certains services du ministère sont installés dans les anciens locaux de l'Imprimerie nationale au 27 rue de la Convention dans le.

## Histoire
Le 1er avril 1547, Henri II nomme Claude de l’Aubespine au secrétariat d'État chargé de la Champagne, de la Bourgogne, de la Bresse, de la Savoie, de l'Allemagne et de la Suisse.
Le 15 septembre 1588, le roi Henri III crée le ministère des relations extérieures, Louis de Revol est nommé secrétaire d'État aux Affaires étrangères. C'est le premier à porter ce titre.
De Revol devient le secrétaire d'État à la Maison du Roi, à partir du 6 décembre 1588. Le secrétaire d'État des Affaires étrangères était souvent créé ministre d'État lors de son entrée en fonctions puisque le Conseil d'En-haut traitait principalement de diplomatie. 
Cependant la nomination au ministère d'État n'est pas automatique : on vit ainsi de 1696 à 1699 Jean-Baptiste Colbert de Torcy détenir la charge de secrétaire d'État sans être ministre tandis que son beau-père Pomponne rapportait les affaires au Conseil.
Sous la polysynodie (1715-1718), la responsabilité des affaires étrangères n'est pas aux mains d'un secrétaire d'État, mais sous l'autorité d'un « conseil des affaires étrangères ».
L'organisation du département des Affaires étrangères du secrétariat d'État mise en place au XVIIIe siècle a perduré pendant la Révolution et s'est conservée à l'époque contemporaine, avec quelques différences. Par exemple, les consulats, qui étaient administrés par le département de la Marine, lui ont été rattachés en 1793. Le XXe siècle a vu le développement de l'administration centrale du ministère et l'émergence de services liés aux réalités nouvelles de la scène internationale tels que le service culturel du Quai d'Orsay. Sous la Ve République a été créé un ministère des Affaires européennes.
Le ministère des Affaires étrangères a aussi connu des changements de nom : il s'est appelé ministère des Relations extérieures de 1794 à 1814 ainsi que de 1981 à 1986 sous les ministériats de Claude Cheysson et de Roland Dumas.

## Missions
Sous la Ve République, le ministère des Affaires étrangères est chargé des relations avec les États étrangers. Il a la responsabilité d'informer le président de la République et le gouvernement de l’évolution de la conjoncture internationale et de la situation politique, économique et culturelle des États étrangers en s'appuyant sur les rapports des représentations diplomatiques de la France à l'étranger (ambassades et consulats).
Si le président de la République a fait, depuis De Gaulle, de la diplomatie un « domaine réservé », le ministre des Affaires étrangères reste en théorie l'initiateur de la politique extérieure de la France et propose les orientations de la politique internationale du pays.
Le ministère joue un rôle de conduite et de coordination des relations internationales donc de représentation auprès des gouvernements étrangers notamment lors de négociations diplomatiques, de signatures d'accords et de toute démarche internationale au nom de la République française. Ainsi, chaque ambassadeur de France représente le président de la République auprès des autorités de son pays de résidence. Sa fonction lui donne autorité pour négocier et signer des accords au nom de la France.
Enfin, le ministère des Affaires étrangères doit protéger les intérêts français à l’étranger et porter assistance aux ressortissants français hors du territoire, essentiellement par l'intermédiaire de ses consulats.
Ces attributions restent assez stables dans le temps puisque la diplomatie fait depuis toujours l'objet d'un ministère particulier. Néanmoins, la création en 2007 d'un ministère de l'Immigration, de l'Intégration, de l'Identité nationale et du Développement solidaire, intégré en 2010 au ministère de l'Intérieur, a transféré certaines compétences traditionnellement exercées par le Quai d'Orsay dans ce nouveau périmètre.

## Organisation
L'administration centrale du ministère des Affaires étrangères est située à Paris, à Nantes et à La Courneuve. Le ministère est également présent partout à l'étranger par l'intermédiaire de ses représentations diplomatiques (ambassades, consulats, représentations et délégations permanentes, instituts français).

### Ministres et cabinet

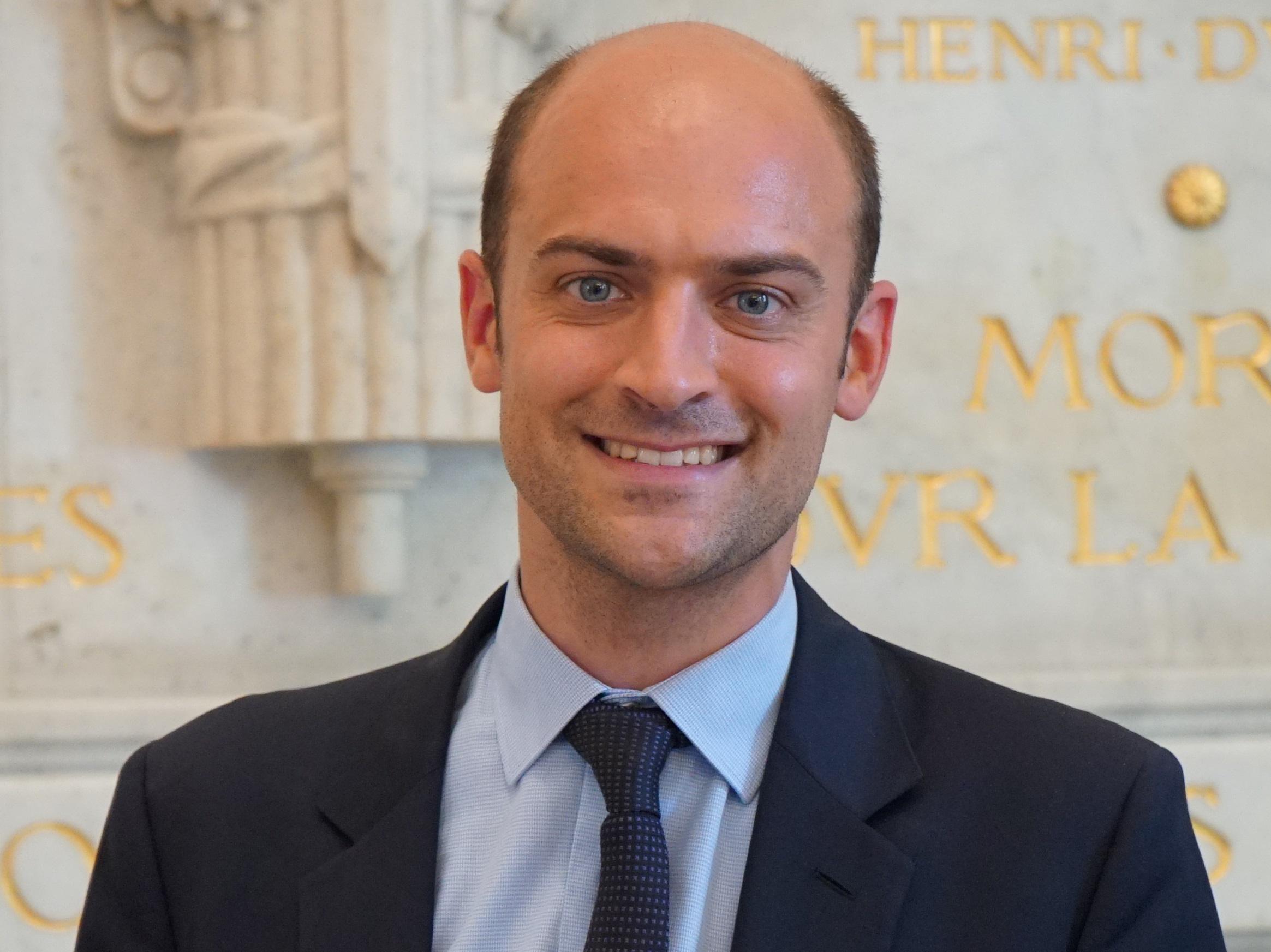
Jean-Noël Barrot, ministre de l'Europe et des Affaires étrangères depuis 2024.

Depuis le 21 septembre 2024, dans les gouvernements de Michel Barnier et François Bayrou, Jean-Noël Barrot est ministre de l'Europe et des Affaires étrangères.
Les ministres disposent d'un chef de cabinet, qui mène la vie administrative du cabinet et s'assure de son bon fonctionnement, et est chargé des relations entre celui-ci et les différentes administrations du ministère. Le directeur de cabinet est, lui, le plus étroit collaborateur politique du ministre, chargé notamment d'épauler ce dernier dans ses choix politiques et d'entretenir le dialogue avec le secrétariat général du gouvernement à Matignon, les autres ministères et les médias. Le cabinet des ministres est également composé de divers conseillers et conseillers techniques choisis par les ministres, afin de leur apporter les éléments nécessaires à leurs prises de décisions dans les différents domaines relevant de ses compétences (budget, administration, communication, affaires juridiques, etc.).

### Administration centrale

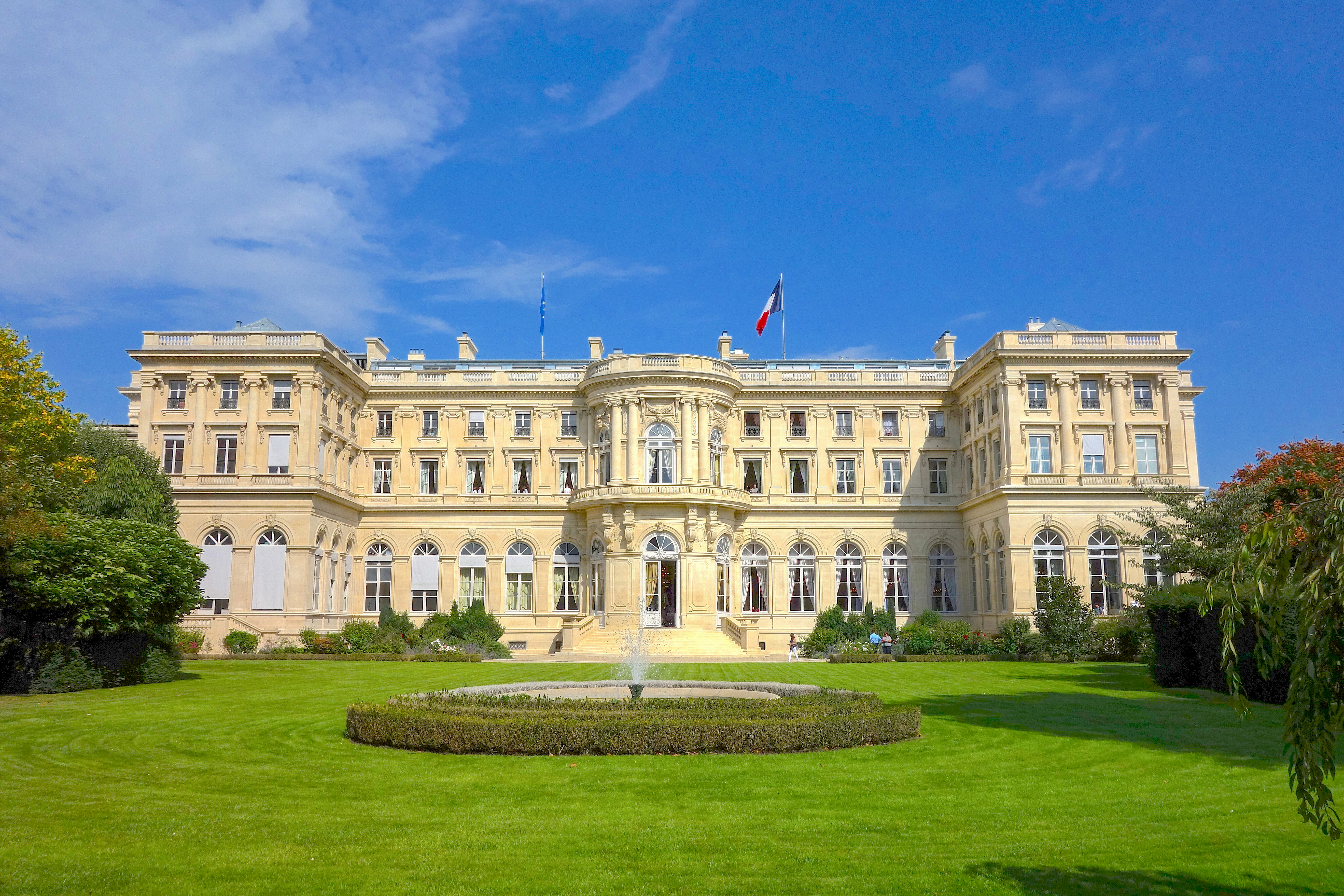
Hôtel du ministre des Affaires étrangères, au 37 quai d'Orsay (7e arrondissement de Paris). Il héberge le cabinet du ministre et une partie de l’administration. Sous la Révolution française, à partir de 1794, il siégeait à l'hôtel de Galliffet.

Contrairement au cabinet, composé de membres choisis par le ministre, l'administration centrale est composée uniquement de fonctionnaires titulaires (ou stagiaires) ou de contractuels, afin de procurer une certaine stabilité à l'ensemble, et de garantir une continuité dans la gestion ainsi qu'une solide expérience des dossiers au sein de l'administration. L'administration centrale désigne en effet l'ensemble des services et agents publics chargés de faire fonctionner le service public et d'appliquer les décisions réglementaires ou législatives.
Le ministère des Affaires étrangères comprend un secrétariat général, quatre services directement rattachés au ministre (le protocole, l'inspection générale des affaires étrangères, le centre d'analyse et de prospective et le centre de crise), trois directions générales et diverses autres directions. Les directions générales sont divisées en directions, en délégations et en services. Le secrétariat général, les directions générales, les directions et les services sont dirigés chacun par un directeur nommé par décret. Les directions, sous-directions, délégations et services sont composés de différents bureaux chargés de missions spécifiques.

#### Secrétariat général
Le secrétaire général du ministère des Affaires étrangères assiste le ministre dans l'orientation générale et la conduite des affaires. Il peut le représenter dans les réunions ou organismes interministériels et préside le conseil de direction. Il a autorité, au nom du ministre, sur l'ensemble des services du ministère et suit les questions relatives à l'organisation du ministère, en veillant à l'adaptation des moyens des services et des postes à leurs missions.
Depuis le 30 août 2022, Anne-Marie Descôtes est secrétaire général du ministère de l'Europe et des Affaires étrangères. Elle est secondée dans ses fonctions par un secrétaire général adjoint.

#### Direction du protocole d’État et des événements diplomatiques
Le Protocole d’État est dirigé par chef du protocole, introducteur des ambassadeurs et ayant lui-même rang d’ambassadeur. Il est mis à la disposition du Président de la République, du Premier ministre et du Ministère de l’Europe et des Affaires étrangères.
Actuellement, le directeur du Protocole assure les fonctions protocolaires pour le chef de l’État, tandis que son adjoint se consacre à celles du chef de gouvernement. 
Le Protocole veille également à l’application, sur le territoire français, des privilèges, immunités et franchises diplomatiques et consulaires, garantissant ainsi le respect des règles internationales en la matière.

#### Inspection générale des affaires étrangères
L'inspection générale des affaires étrangères est chargée de contrôler le fonctionnement de l'administration centrale, des missions diplomatiques et des postes consulaires.
Depuis le 23 février 2022, Kareen Rispal est inspectrice générale des affaires étrangères. L'inspecteur général est secondé dans ses fonctions par un inspecteur général adjoint.

#### Centre d'analyse, de prévision et de stratégie
Le centre d'analyse, de prévision et de stratégie (CAPS) prépare les décisions du ministre par l'analyse des évolutions à moyen et à long terme des relations internationales et des questions qui les influencent, notamment religieuses, migratoires et démographiques. Il fait appel, le cas échéant, à des organismes publics ou privés et à des personnes choisies pour leurs compétences. Il participe à l'orientation des activités des instituts français de recherche à l'étranger et à leur valorisation.
Le directeur actuel du centre d'analyse, de prévision et de stratégie est Manuel Lafont Rapnouil. Il succède à l'historien Justin Vaïsse, nommé par l'ancien ministre des Affaires étrangères Laurent Fabius en mars 2013.

#### Centre de crise et de soutien
Le centre de crise et de soutien (CDCS) est chargé de la veille, de l'anticipation, de l'alerte et de la gestion des crises se déroulant à l'étranger et nécessitant soit une réaction à un événement menaçant la sécurité des ressortissants français, soit une action humanitaire d'urgence. Il est compétent à l'égard de la sécurité des Français établis ou de passage à l'étranger. Il traite notamment les questions relatives aux décès, aux disparitions inquiétantes et aux prises en otage de Français à l'étranger. Il coordonne l'action des départements ministériels en matière de sécurité des Français à l'étranger ainsi que la réponse de l’État pour les opérations d'aide humanitaire d'urgence décidées par le gouvernement. Dans les domaines de sa compétence, il assure les relations avec les autres acteurs de l'aide humanitaire internationale. Il participe à l'élaboration et à la mise en œuvre de la politique du gouvernement en matière d'action humanitaire d'urgence.
Depuis 2023, le directeur du centre de crise et de soutien est Philippe Lalliot.

#### Direction générale des affaires politiques et de sécurité

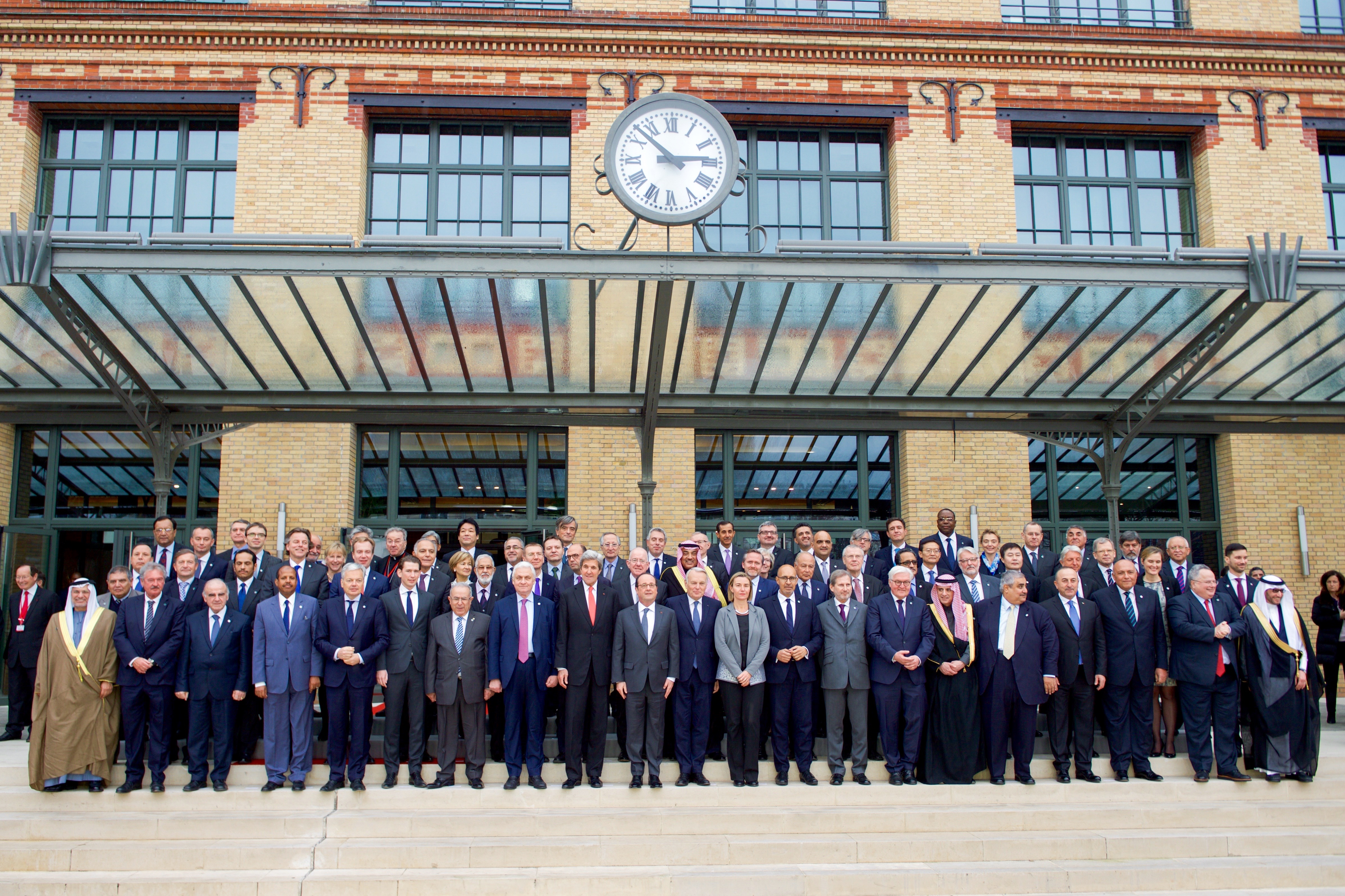
La conférence sur la Paix au Moyen-Orient du 15 janvier 2017 s'est tenue au 27 rue de la Convention dans le de Paris où se situe une partie de l'administration du ministère.

La direction générale des affaires politiques et de sécurité définit et met en œuvre, dans ses domaines de compétence, l'action de la France à l'égard des organisations internationales et des organisations intergouvernementales à vocation mondiale. Elle détermine la politique générale à l'égard de ces organisations et les conditions d'allocation de contributions à celles-ci. Elle est en outre compétente pour les questions relatives au maintien et au rétablissement de la paix, à la défense et à la sécurité, au désarmement, à l'encadrement et au contrôle des exportations sensibles, aux droits de l'homme, aux affaires humanitaires et à la francophonie. Elle est chargée de l'assistance et de la coopération structurelle avec les États étrangers dans le domaine de la coopération de défense et de sécurité. Le directeur général a autorité pour les questions de politique étrangère et de sécurité commune et, en tant que de besoin, pour celles concernant les relations extérieures de l'Union européenne.
La direction générale des affaires politiques et de sécurité comprend :
- la direction des Nations unies, des organisations internationales, des droits de l'homme et de la francophonie ;
- la direction des affaires stratégiques, de sécurité et du désarmement ;
- la direction de la coopération de sécurité et de défense.

En outre, cinq directions géographiques sont placées sous la coordination du directeur général des affaires politiques et de sécurité :
- la direction de l'Europe continentale ;
- la direction d'Afrique et de l'océan Indien ;
- la direction d'Afrique du Nord et du Moyen-Orient ;
- la direction des Amériques et des Caraïbes ;
- la direction d'Asie et d'Océanie.

Elles suivent, sous tous leurs aspects, les relations de la France avec les États et les organisations régionales non financières situés dans leur zone géographique respective. Elles coordonnent, en liaison avec les directions concernées, l'allocation des moyens aux postes de leur zone.
Le directeur général des affaires politiques et de sécurité est assisté dans ses fonctions par un directeur général adjoint. Le directeur d'Afrique et de l'océan Indien et le directeur d'Afrique du Nord et du Moyen-Orient sont assistés par un directeur adjoint.

#### Direction de l'Union européenne
La direction de l'Union européenne est chargée du suivi des politiques communes, des relations avec les institutions européennes, des relations extérieures de l'Union européenne et de la politique étrangère et de sécurité commune. Elle suit, sous tous leurs aspects, les relations de la France avec les États situés dans sa zone géographique. Elle coordonne, en liaison avec les directions concernées, l'allocation des moyens aux postes de sa zone. Son directeur est assisté dans ses fonctions par un directeur adjoint.

#### Direction générale de la mondialisation, de la culture, de l’enseignement et du développement international
La direction générale de la mondialisation, de la culture, de l’enseignement et du développement international définit et met en œuvre, en liaison avec les administrations concernées, l'action de la France relative aux enjeux globaux, à la coopération internationale et aux grandes politiques sectorielles, notamment dans le cadre des enceintes multilatérales relevant de ses domaines de compétence. Elle promeut l'expertise française et anime les réseaux de l'État à l'étranger sur ces questions. Elle assure, pour le compte du ministère des Affaires étrangères, la tutelle et le pilotage stratégique des opérateurs de l'action extérieure de l'État, dont l'Agence française de développement (AFD), l'Agence pour l'enseignement français à l'étranger (AEFE), l'Institut français, Expertise France, Canal France International et Campus France. Elle participe, pour le compte du ministère des Affaires étrangères, à la définition et à la mise en œuvre de la diplomatie économique de la France. Elle soutient à ce titre le développement international des entreprises françaises, notamment dans les secteurs stratégiques pour l'économie française. Elle suit les questions économiques et financières internationales. Elle définit les stratégies françaises en faveur du développement et les politiques relatives aux biens publics mondiaux. Elle élabore les politiques et stratégies des opérateurs de l'aide publique au développement et elle assure, pour le compte de ce ministère, le secrétariat conjoint du comité interministériel de la coopération internationale et du développement. Elle définit et met en œuvre les politiques de renforcement de la gouvernance démocratique. Elle contribue à l'élaboration et au suivi des stratégies françaises de coopération internationale en matière de santé, de sécurité alimentaire, de développement humain, d'environnement et de climat. Elle définit et met en œuvre, avec les opérateurs et partenaires concernés, la politique d'influence de la France. Elle est chargée de l'action culturelle et audiovisuelle extérieure ainsi que de la politique de promotion de la langue française et de l'enseignement français à l'étranger. Elle contribue à l'élaboration et met en œuvre les programmes de coopération dans les domaines de l'enseignement supérieur et de la recherche. Elle participe aux politiques de mobilité et d'attractivité du territoire français, en particulier à l'égard des étudiants et chercheurs étrangers. Elle assume la responsabilité des programmes budgétaires relatifs à la coopération internationale et au développement arrêtés dans les lois de finances et relevant du ministère des Affaires étrangères. Elle assure le suivi de l'action internationale des organisations non gouvernementales. Elle soutient l'action des collectivités territoriales dans le cadre de la coopération décentralisée.
La direction générale de la mondialisation, de la culture, de l’enseignement et du développement international est composée de trois directions et trois délégations :
- la direction de la diplomatie économique
- la direction du développement durable
- la direction de la culture, de l’enseignement, de la recherche et du réseau
- la délégation des programmes et des opérateurs
- la délégation pour l’action extérieure des collectivités territoriales
- la délégation pour les relations avec la société civile et les partenariats

Le directeur général de la mondialisation est assisté dans ses fonctions par un directeur général adjoint.

#### Direction générale de l'administration et de la modernisation
La direction générale de l'administration et de la modernisation exerce une mission générale d'administration, d'organisation et de modernisation de l'administration centrale et des réseaux à l'étranger. Elle définit et met en œuvre la politique de recrutement et de formation des personnels. Elle est responsable des affectations et de la gestion des emplois et des carrières. Elle est chargée de la préparation du budget, de son exécution et de son contrôle, de la gestion des moyens de fonctionnement ainsi que de la mise en œuvre de la politique des systèmes d'information. Elle est chargée des questions liées aux implantations immobilières. Elle est responsable de la sécurité diplomatique. Le directeur général de l'administration et de la modernisation exerce les fonctions de haut fonctionnaire de défense et de sécurité et assiste le ministre pour l'exercice de ses responsabilités de défense. La direction générale de l'administration et de la modernisation est responsable du suivi des marchés publics. Elle connaît des questions juridiques internes liées notamment à la gestion du personnel et à l'élaboration des textes statutaires et des textes relatifs à l'organisation des services. Elle veille à l'application du décret du 1er juin 1979 relatif aux pouvoirs des ambassadeurs et à l'organisation des services de l'État à l'étranger.
La direction générale de l'administration et de la modernisation est composée de quatre directions :
- la direction des ressources humaines ;
- la direction des affaires financières ;
- la direction de la sécurité diplomatique ;
- la direction des immeubles et de la logistique.

Elle comprend également un service à compétence nationale dénommé Académie diplomatique et consulaire, dont la mission est principalement d'assurer la formation initiale et la formation continue des agents du ministère de l'Europe et des Affaires étrangères et de dispenser une préparation aux concours internes de la fonction publique permettant d'accéder aux emplois diplomatiques et consulaires. Elle peut développer une activité de recherche, de documentation et d'édition.

#### Direction des Français à l'étranger et de l'administration consulaire
La direction des Français à l'étranger et de l'administration consulaire est chargée de l'administration des Français hors de France, de la protection de leurs droits et de leurs intérêts ainsi que de l'ensemble des questions consulaires telles que définies par la Convention de Vienne sur les relations consulaires. Elle administre le réseau consulaire. Elle veille au bon déroulement des scrutins auxquels sont appelés à participer les Français établis hors de France et connaît des élections concernant les communautés étrangères en France. Elle participe à l'accueil des enfants français dans le réseau d'enseignement français à l'étranger. Elle est chargée, dans ses domaines de compétence, d'une mission d'information des ressortissants français sur les conditions de séjour hors de France. Elle prépare les travaux et assure le secrétariat de l'Assemblée des Français de l'étranger. Elle veille à améliorer la sécurité juridique des Français à l'étranger. À ce titre, elle concourt à la définition et à la mise en œuvre des règles de droit qui leur sont applicables, notamment en matière de statut personnel, de fiscalité, de sécurité sociale et d'entraide judiciaire, pénale ou civile. Elle est également chargée des questions relatives aux événements d'état civil survenus à l'étranger et intéressant les ressortissants français. Elle exerce les attributions du ministère des Affaires étrangères en matière d'adoption internationale. Elle est chargée, conjointement avec les services du ministère chargé de l'immigration, de la politique d'attribution des visas. Elle négocie et met en œuvre les accords internationaux dans ses domaines de compétence en liaison avec les autres administrations intéressées.
La direction des Français à l'étranger et de l'administration consulaire est composée de deux services :
- le service des Français à l'étranger ;
- le service des conventions, des affaires civiles et de l'entraide judiciaire.

La direction générale des Français à l'étranger et de l'administration consulaire et ses services sont situés à Paris et à Nantes.

#### Direction des affaires juridiques
La direction des affaires juridiques, placée sous l'autorité d'un directeur, jurisconsulte du ministère, conseille le ministre, les directions et services de l'administration centrale, les missions diplomatiques et les postes consulaires sur les questions de droit international et européen liées à leurs activités. Elle répond aux demandes de consultation sur des points de droit international qui peuvent lui être adressées par d'autres ministères. Elle représente l’État devant les instances internationales à caractère arbitral ou juridictionnel, notamment devant la Cour internationale de Justice, la Cour de justice de l'Union européenne et la Cour européenne des droits de l'homme. Elle est consultée sur tout projet de traité ou d'accord international et associée en tant que de besoin à la négociation de ces instruments. Elle est responsable de toute question relative au droit de la mer, au droit fluvial et aux pôles.
Le directeur des affaires juridiques est assisté dans ses fonctions par un directeur adjoint et un jurisconsulte adjoint. 

#### Direction de la communication et de la presse
La direction de la communication et de la presse, placée sous l'autorité du porte-parole du ministère, est chargée d'expliquer et de commenter la position du gouvernement sur les questions de politique internationale. Elle est la correspondante des directions et services de l'administration centrale, des missions diplomatiques et des postes consulaires pour la communication, la presse et la documentation. Elle est chargée de la communication externe du ministère des Affaires étrangères sur ses missions et son action.
Le directeur de la communication et de la presse est assisté dans ses fonctions par un directeur adjoint.

#### Direction des archives

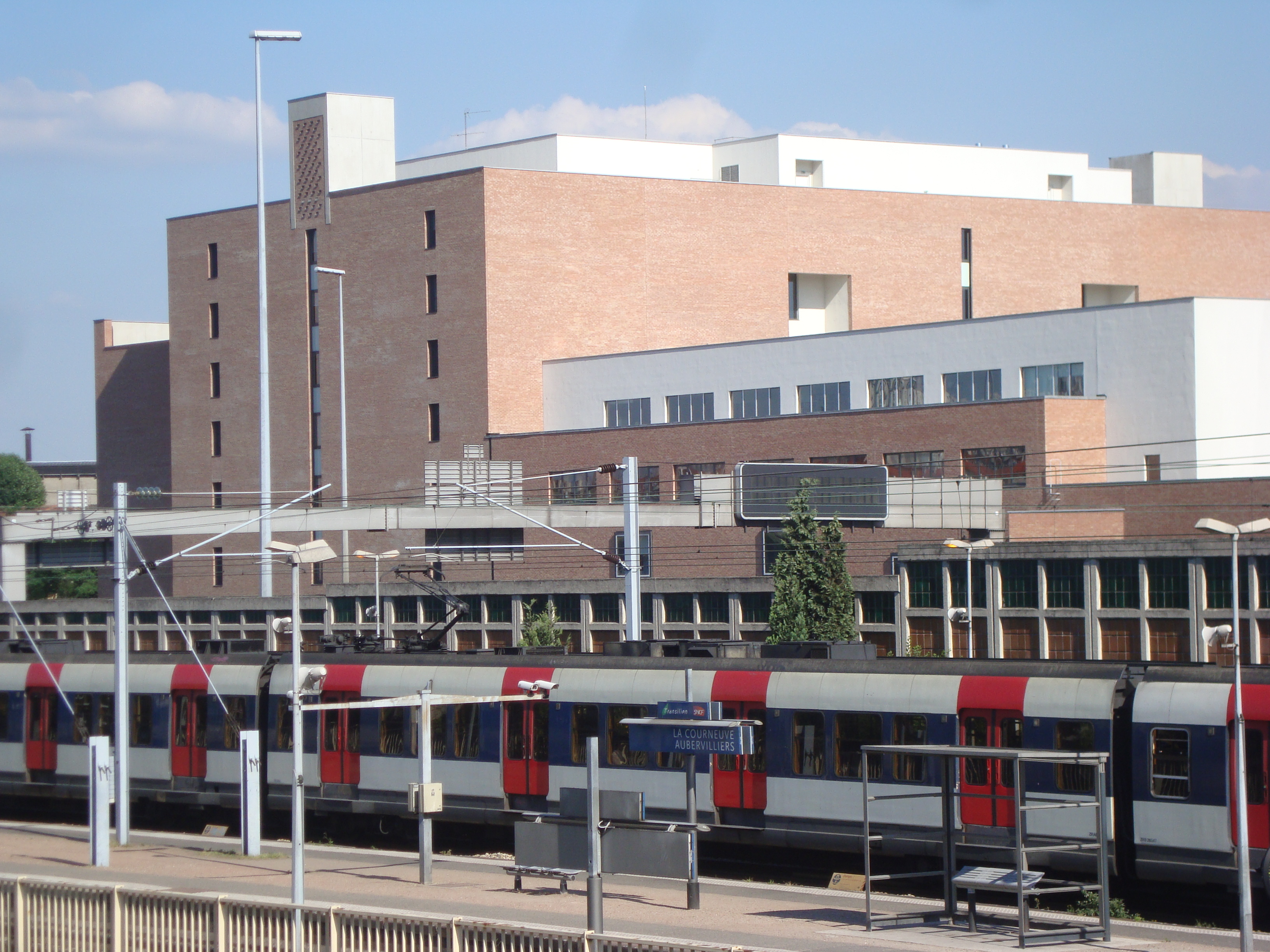
La direction des archives à La Courneuve.

La direction des archives est l'administration des archives du ministère des Affaires étrangères, au sens des articles du code du patrimoine. La direction des archives conserve les originaux des engagements internationaux de la France. Elle est chargée du contrôle des archives courantes et intermédiaires, quels que soient leur forme et leur support, de l'administration centrale, des postes diplomatiques et consulaires et des établissements placés sous l'autorité du ministère des Affaires étrangères. Elle prépare les instructions concernant la gestion de ces archives.
Elle assure le tri, le classement, l'inventaire et la conservation dans les centres de La Courneuve (ouvert en 2009 dans un bâtiment conçu par l'architecte Henri Gaudin) et de Nantes des archives intermédiaires et définitives émanant de ces services et organismes, des archives privées qui lui sont remises ou sont acquises par le ministère à titre de don, de legs, de cession ou de dation ainsi que des archives des organismes internationaux qui sont confiées à la France après la liquidation de ces organismes. Elle conserve la bibliothèque du ministère des Affaires étrangères. Elle conserve et produit des cartes géographiques. Elle conduit des actions d'ordre scientifique, pédagogique et culturel dans le domaine des archives. Elle publie des documents diplomatiques français et des livres ayant trait aux archives diplomatiques. Elle représente le ministère des Affaires étrangères à la Commission internationale pour le Service international de recherches et dans les institutions internationales compétentes en matière d'archives.

### Postes diplomatiques et consulaires

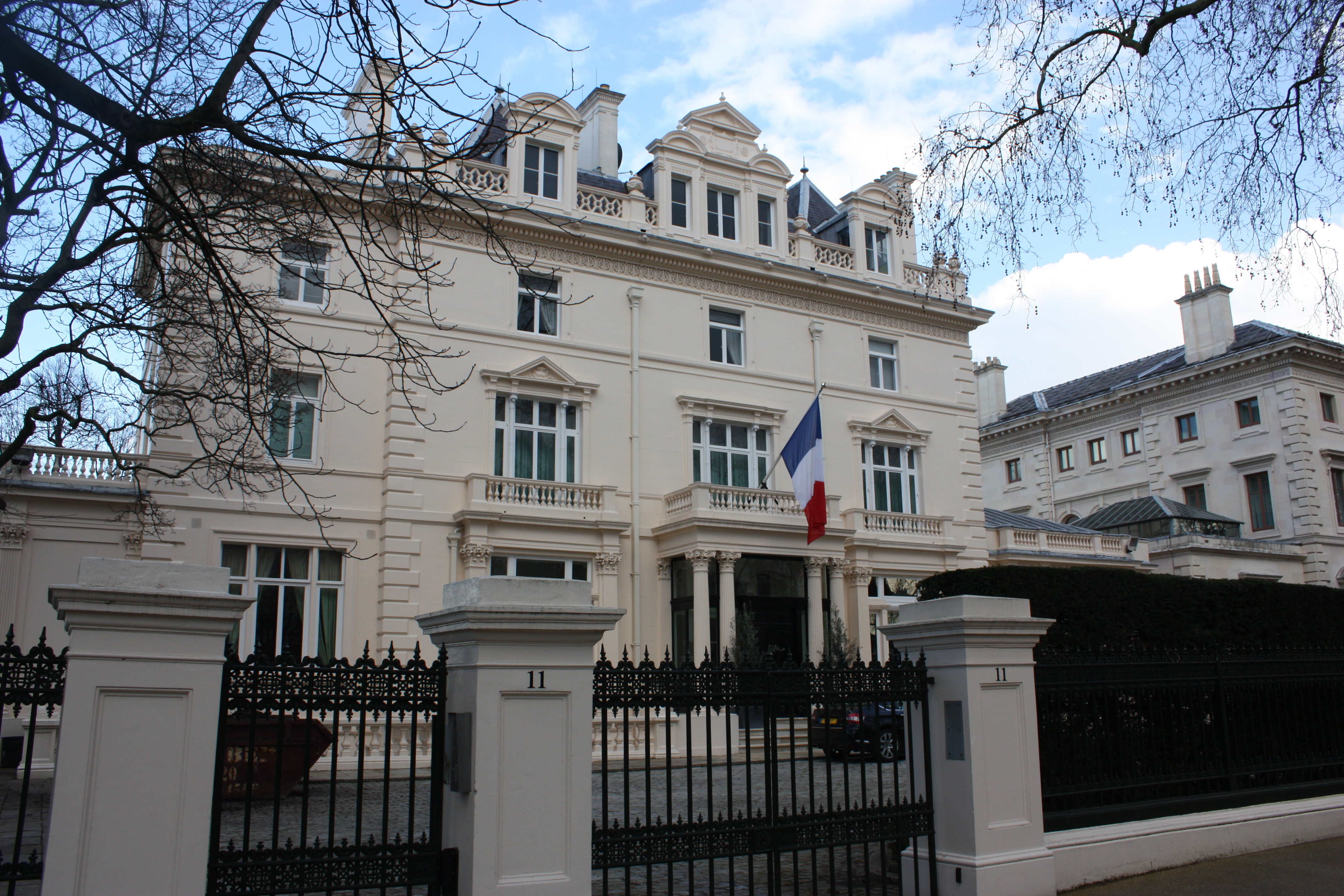
Ambassade de France au Royaume-Uni.

Pour mener les missions qui lui incombent, le ministère des Affaires étrangères dispose de l'ensemble du réseau diplomatique et consulaire français, qui englobe presque 400 représentations diplomatiques de la France (dont 163 ambassades et 92 consulats généraux et consulats). Ce réseau est le troisième du monde pour ce qui est du nombre de représentations, après ceux des États-Unis et de la Chine.

## Effectifs
En une trentaine d'années, le ministère a perdu 53 % de ses effectifs.
En décembre 2016, le ministère des Affaires étrangères emploie 13 693 agents dont :
- 5 759 agents titulaires et CDI
- 2 586 agents contractuels (dont des fonctionnaires détachés sur contrat par d'autres ministères) ;
- 4 714 agents de recrutement local ;
- 635 militaires.

75 % des agents du ministère servent à l'étranger quand 25 % des agents servent en administration centrale, dont 19 % à Paris, 5,5 % à Nantes et 0,5 % à Strasbourg ou autres.
N'est pas pris en compte le personnel des établissements publics sous la tutelle totale ou partagée du ministère, souvent issus intégralement ou partiellement de services de celui-ci : AEFE, Institut français, Campus France, Expertise France, etc.

## Féminisation

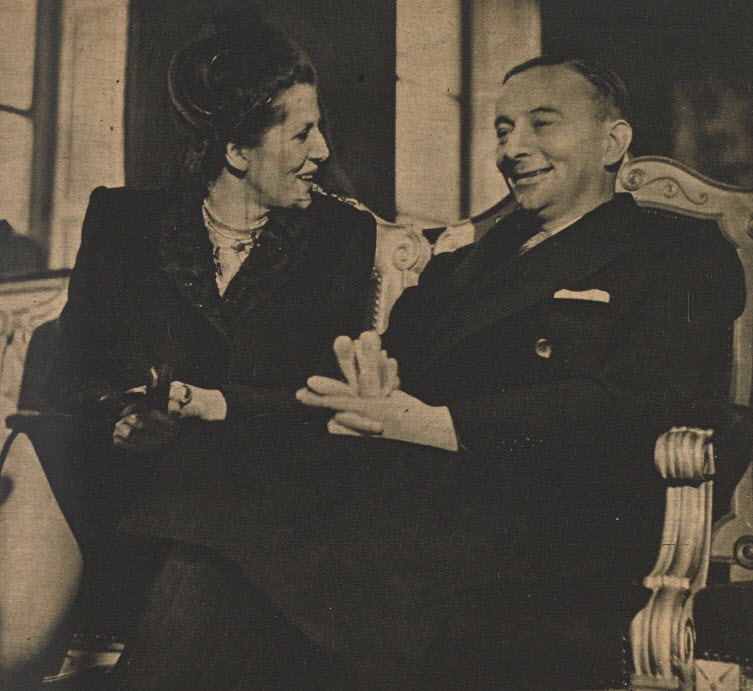
Suzanne Borel, première diplomate française, et son mari le ministre Georges Bidault, en 1946.

En 1928, un décret gouvernemental ouvre les concours diplomatiques aux femmes, mais en y intégrant une clause discriminatoire : « Les candidates éventuellement admises ne peuvent […] exercer des fonctions inhérentes aux grades et emplois des services extérieurs et seront obligatoirement affectées à des emplois de l'administration centrale et des services annexes », ce qui leur interdit donc à l'époque d'effectuer leur carrière à l'étranger,.
Première femme diplomate de l'histoire de la diplomatie française, Suzanne Borel est nommée attachée d'ambassade en 1930 puis ministre plénipotentiaire en 1934. Sous-chef de bureau au Quai d'Orsay après avoir été résistante pendant la guerre, Yvonne-Louise Pétremont est la première femme nommée consul en 1965, en Australie ; la presse locale l'y accueille en titrant : « The French Consul is a Woman ! ». Marcelle Campana devient la première femme ambassadrice en 1972, au Panama. En 1986, Isabelle Renouard devient la première directrice d'une administration centrale du ministère (Français de l’étranger) puis en 2007 Anne Gazeau-Secret la première femme à prendre la tête d'une direction générale (coopération internationale et développement). Le nombre de femmes ambassadrices augmente lentement : trois en 1982, seize en 2002 et cinquante en 2020.

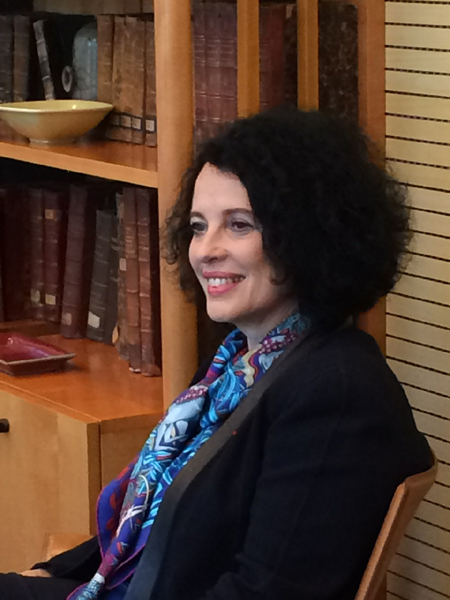
Sylvie Bermann, successivement ambassadrice de France en Chine, au Royaume-Uni puis en Russie.

Début 2014, 53 % des effectifs du ministère des Affaires étrangères sont des femmes, bien que leur proportion reste faible aux postes les plus élevés. Au grade dit « A+ », où l'on peut prétendre à devenir ambassadeur, 4/5e des diplomates sont des hommes. Dans un rapport remis à la présidence de la République en 2011, la députée UMP Françoise Guégot indique que seulement 11 % des ambassadeurs sont des femmes ; en 2014, elles sont 16,6 % (34 sur 204 postes). Sur les 69 ambassadeurs nommés en 2013, 17 sont des femmes. En 2012, la diplomate Maryse Bossière rédige à son tour un rapport, consacré à la promotion des femmes aux postes de direction du ministère, dans lequel elle déplore que le sujet de la parité ait longtemps été évacué, les contraintes familiales pesant beaucoup dans ce déficit de femmes aux fonctions les plus élevées. La diplomate Anne de la Blache abonde, notant que les femmes diplomates sont souvent des divorcées, ou mariées à des hommes dont les métiers permettent une certaine mobilité (journalistes ou artistes). Depuis la fin des années 2000, les ministres des Affaires étrangères (notamment Bernard Kouchner, Alain Juppé et Laurent Fabius) mènent toutefois une politique de nomination plus inclusive, le quart des nominations d'ambassadeurs étant réservé aux femmes, même si elles restent souvent cantonnées à des petites ambassades, Sylvie Bermann faisant ainsi office de pionnière. Certaines nominations ont aussi une portée symbolique forte, comme celle de Corinne Breuzé, nommée ambassadrice de France au Koweït en 2005, la première fois que le poste est confié à une femme et ce pour saluer la légalisation du droit de vote féminin dans le pays la même année. L'association Femmes et diplomatie, qui compte une centaine d'adhérentes, poursuit un militantisme accru en faveur des nominations de femmes au sein du ministère. En 2018, un dispositif est créé pour recueillir les signalements de harcèlement sexuel.
Le domaine diplomatique étant historiquement très masculin, les femmes y ont longtemps été rares, et celles qui y travaillaient malgré tout devaient faire face à un fort sexisme, notamment des critiques sur l'incompatibilité de faire carrière et d'avoir à la fois une vie de famille ; certaines diplomates diffèrent ainsi leur projet d'avoir des enfants. Si une circulaire de 2002 impose le titre « ambassadrice » pour les femmes ambassadeurs, la majorité des personnalités féminines occupant ces postes continuent cependant à vouloir se faire appeler « madame l'ambassadeur » (traditionnellement, le terme « ambassadrice » est utilisé pour désigner l'épouse de l'ambassadeur),.
En 2019, le ministère réalise une exposition sur les femmes diplomates.
En 2022, Catherine Colonna devient la deuxième femme à diriger le ministère après les brèves fonctions de Michèle Alliot-Marie.

## Critiques
En 2016, le ministère est qualifié d'« institution à la dérive » par le journaliste Vincent Jauvert, qui, dans son livre La face cachée du Quai d’Orsay, enquête sur un ministère à la dérive (éd. Laffont, 2016), dénonce plusieurs cas de détournement de fonds publics passés sous silence.
Le rôle du ministère des Affaires étrangères sur les questions relatives au continent africain a nettement diminué, en particulier depuis les années 1990, au profit de l'armée. En 2017, un rapport parlementaire estimait à 40 % la réduction des effectifs du ministère sur la zone Afrique et océan Indien au cours des 10 dernières années. Parallèlement à la perte d’influence du Quai d’Orsay, depuis trente ans, le retour en force des militaires dans la vie publique et même dans les choix politiques et diplomatiques — ce que l'universitaire Grégory Daho nomme la « revanche des généraux » — s'est affirmé. Les officiers ont désormais préséances sur les diplomates dans les rapports avec les chefs d’État des pays du Sahel. Une situation critiquée par des diplomates, pour qui :  « Parce que c’est ancré dans leur culture, les militaires pensent que, pour faire face à la menace terroriste, il faut un homme fort à la tête du pays. Ils ne veulent pas comprendre que le soutien apporté à des autocrates peut aussi pousser des personnes à rejoindre les groupes terroristes, ou du moins à en devenir des sympathisants. »

## Dans la culture

### Littérature
- Quai d'Orsay de Christophe Blain et Abel Lanzac est une bande-dessinée qui présente la vie d'un ministre des Affaires étrangères froid.

### Cinéma
- Quai d'Orsay de Bertrand Tavernier est une adaptation de la bande-dessinée Quai d'Orsay avec Thierry Lhermitte présente un ministre des Affaires étrangères davantage fantasque que dans la BD.

### Filmographie
- Bertrand Tavernier (réalisateur), Quai d'Orsay, 2013
- Serge Moati (réalisateur), Quai d’Orsay : Les coulisses de la diplomatie (documentaire diffusé pour la première fois sur France 3 le 16 avril 2015, durée 67 min)

### Décrets d'attribution
- Décret no 2012-897 du 20 juillet 2012 relatif aux attributions de la ministre déléguée auprès du ministre des affaires étrangères, chargée de la francophonie (périmé).
- Décret no 2012-898 du 20 juillet 2012 relatif aux attributions de la ministre déléguée auprès du ministre des affaires étrangères, chargée des Français de l'étranger (périmé).
- Décret no 2012-798 du 9 juin 2012 relatif aux attributions du ministre délégué auprès du ministre des affaires étrangères, chargé des affaires européennes (périmé).
- Décret no 2012-803 du 9 juin 2012 relatif aux attributions du ministre délégué auprès du ministre des affaires étrangères, chargé du développement (périmé).
- Décret no 2014-400 du 16 avril 2014 relatif aux attributions du ministre des affaires étrangères et du développement international (en vigueur).
- Décret no 2016-242 du 3 mars 2016 relatif aux attributions déléguées au secrétaire d'Etat chargé du développement et de la francophonie (en vigueur).

### Décrets d'organisation
- Décret no 98-1124 du 10 décembre 1998 portant organisation de l'administration centrale du ministère des affaires étrangères (abrogé).
- Décret no 2009-291 du 16 mars 2009 portant organisation de l'administration centrale du ministère des affaires étrangères et européennes (abrogé).
- Décret no 2012-1511 du 28 décembre 2012 portant organisation de l'administration centrale du ministère des affaires étrangères (en vigueur).